# Mercuri (natiu)
El mercuri és un mineral de la classe dels elements natius. Rep el nom del missatger romà dels déus, Mercuri.

## Característiques
El mercuri natiu és l'ocurrència natural d'aquest element (fórmula química Hg) que es troba a la naturalesa en forma líquida. Cristal·litza en el sistema trigonal a -40º, moment en què forma cristalls romboèdrics.

## Formació i jaciments
Normalment es troba com a petites gotes aïllades associades al cinabri, però també es pot trobar com a grans masses líquides a les cavitats de les roques. El mercuri es troba sovint, juntament amb el cinabri i altres minerals de Hg, com a precipitat de les aigües termals i a les regions volcàniques. A causa de la seva raresa, no s'acostuma a emprar com a mena de mercuri.
El mercuri ha estat descrit a centenars de jaciments distribuits per tots els continents del planeta excepte a l'Antàrtida. Als territoris de parla catalana ha estat descrita únicament ha estat trobada a la mina San Francisco, situada a el Hembrar, dins el municipi de Xóvar, a la comarca de l'Alt Palància (País Valencià).